# Аннакулиев, Энвер
Энвер Аннакулиев (12 декабря 1955; РСФСР, СССР, Туркменская ССР — 6 февраля 2024; Ашхабад, Туркменистан) — туркменский и советский киноактёр. Наиболее известен главными ролями Энвера в фильме «Белая мгла», Джепбака в фильме «Джепбаки» (либо «Озорные братья»),  также запомнился по второстепенной роли Айхана в фильме  Халима.

## Биография
Родился 12 декабря 1955 года. Актёрскую деятельность начал в молодом возрасте.
Снимался в кино с 1972 года. Первой его работой стала  картина «Озорные братья» («Джапбаки»), где Аннакулиев сыграл Джапбака — главную роль. В 1977 году сыграл ещё одну главную роль в фильме «Белая мгла» (Энвер). Позже в 1979 году исполнил роль Атова в фильме «Голуби живут в кяризах», а затем в 1983 году снимался в фильме «Бастион». Далее снялся в фильме «Принц-привидение» 1990 . Последней его работой стала роль Айхана в фильме «Халима («Смерть прокуратора») в 1991 году.
Ушёл из жизни 6 февраля 2024 года в возрасте 68 лет в Туркменистане, город Ашхабад.

## Фильмография
- 1991 — Смерть прокурора — Айхан
- 1990 — Принц привидение
- 1983 — Бастион — Аманов, комсомолец
- 1979 — Голуби живут в кяризах — Атов
- 1977 — Белая мгла — Энвер — главная роль
- 1972 — Озорные братья — Джапбаки — главная роль

## Издательства
- Звезда Востока: орган Союза советских писателей Узбекистана. — Объединенное изд-во "Кызыл Узбекистан, " "Правда Востока" и "Узбекистони сурх", 1984. — 866 с. (имеется оценочное мнение актёра в данном издании, описывается его роль)

#### Оценочное мнение
- От литературы — к кинематографу : [О фильмах-экранизациях, показ. на VII междунар. кинофестивале. Ташкент, 1984] // Звезда Востока. — 1984. — № 5. — С. 190—193.

Исполнитель роли Энвера (в повести Дурды) студент политехнического института Энвер Аннакулиев передает внутреннюю борьбу молодого героя , не решающегося вступить в бой с обывательской косностью, царящей в некоторых семьях аула. Вот он принимает ночного гостя отца Донди. В студенческом общежитии встречаются люди разных убеждений. Энвер многое недосказывает, он находит в себе силу подавить чувство неприязни человеку, так неожиданно вставшему на его пути к счастью. И в этом кинематографисты верны характеру, обрисованному в повести.
- Советское кино, 70-е годы: основные тенденции развития. — Искусство, 1984. — 352 с.